# ディクテーション
英語でディクテーション（英: dictation）、フランス語でディクテ（仏: dictée）とは、口述される文章を筆記することである。つまり筆記者と口述者がおり、口述者が話している声を聴いて、しかも話している間に、筆記者がその文章を文字にして書き留める行為。
英語圏では、スペリング・ビーなど言語能力を測る手段としてディクテーションを使うことがあり、またフランス語圏の学校でもディクテはフランス語の授業で学習の程度や能力を測るためにしばしば用い、入学試験などの試験科目のひとつとして行われることもある。
言語能力の教授のほかに、ディクテーションの訓練は副次的に、生徒に文学作品を手ほどきしたり、倫理を教えたりするためにも使われてきた。

## 語源
「書きとらせる」という意味の「dictate」という英単語が最初に使用されたのは 16 世紀後半である。ラテン語の「dictare」に由来する。また、名詞形の「dictation」が最初に使用されたのは 17 世紀半ばである。

## 英語圏の場合
英語圏におけるディクテーションは、少なくとも朗読者と記録者の二人を要する（記録者は複数の場合あり）。朗読者は指定の文章を、均一な調子かつ明瞭に、3語から10語を一区切りに読む。そして、朗読者が読み進めている間に、記録者は文章を書き留める。朗読者は一区切りを、初回はゆっくりと、その後、通常のペースでもう一回か二回読む。このようにして指定の文章を最後まで読み終えたら、朗読者は文章全体を通常のペースで再度読む。そして、記録者は自らの記録を読み直し、必要なところは修正する。ここまでで、ベンジャミン・ブルームによって提唱された教育の目標分類学における、「知識」「応用」「理解」の訓練は終了する。
次に、朗読された文章を提示し、目標分類学の「分析」と「評価」の段階が進んでいく。なお、この段階の方法は、記録者の成熟度に合わせるなど、状況に応じて変更することが可能である。また、この段階では赤ペンが必要となる。朗読者が記録者の記録を回収し評価する、もしくは記録者が朗読された文章を受け取り、自ら採点する（記録者が複数いる場合は、記録者の間で互いの記録を交換する場合もあり）。
後者の評価プロセスは時間が短縮される一方、時として二つの点に注意が必要である。一点目は、記録者の筆跡と評価者の筆跡の見分けがつかない事。二つ目は、同一人物（もしくは同一集団の人）が評価するため、評価の厳密さに疑問が残る点である。朗読される文章は多くの場合、出版物から抜粋された文や段落、一ページである。また、倫理や誠実性、気品についての訓戒を含む場合もある。長年、ラ・フォンテーヌの寓話からの聖書の節やページが使われ、成果を上げている。

## フランス語圏の場合
フランス語圏の学校では綴りや文法の習熟度を測るために la dictée を行う。フランス語では、発話の音では同一音であって全然区別できないのに、書かれた文字でははっきりと区別されて別の綴りで書かれなければいけないような要素やこまごました規則などが多々あるのでフランス語のディクテーションは（英語よりもずっと）難しくなりうる。
dictée の中には、プロスペル・メリメやルナール・ピヴォによるディクテーションのように、その難易度と面白さで有名になったものもある。
ディクテ大会がスイス、フランス、ベルギー、カナダなどのフランス語圏で行われており、またポーランドなど（カトリックの関係で）フランス語の影響が多々あった国でも開催されている。

## 韓国語
韓国では、ディクテーションはパダッスギ (받아쓰기)と呼ばれ、小学校低学年の生徒が練習する。韓国語は、基本的には素性文字であるハングルで書かれるが、同時にハングルは形態音韻論的であるため、正確なディクテーションのためには、ハングルの知識に加え、形態論の知識が必要である。また、同化や口蓋化、脱落といった音韻論の法則によって、実際の発音と文字が示唆する音が異なる場合がある。パダッスギは、単語、句、文の単位で行われる。

## 中国語
中国語におけるディクテーション (中国語：听写 拼音: tīng xiě )は、中国の小学校のカリキュラムで重要な位置を占める。中国語では一つの音節が異なる漢字に対応することがあるため、中国語のディクテーションは普通、句 (複数の文字)の単位で行われ、それにより記録者が適切な文字を選択することができる。また、ディクテーションによって生徒は漢字を正しく書く訓練を積むことができる。